# Jiří Pecha
Jiří Pecha, zvaný Peca, (12. listopadu 1944 Třebíč – 28. února 2019 Brno) byl český divadelní, filmový a rozhlasový herec, spoluautor hry Poslední leč, ze které vznikla stejnojmenná inscenace v režii Boleslava Polívky. Jeho herecká kariéra byla spojena s brněnským Divadlem Husa na provázku.

## Život
Narodil se a vyrůstal v Třebíči, v místní části Borovina. Jeho otec pracoval v továrně na boty BOPO a byl redaktorem Baťových Zlínských novin. Mimo to byl i divadelní ochotník v Dramatickém kroužku Baťových zaměstnanců v Borovině. Matka, profesí zdravotní sestra, šila divadelníkům kostýmy. Dětství tak Pecha trávil v divadelním prostředí a společně s bratrem Františkem často hrával menší role a pomáhal se stavbou kulis.
Ve Žďáru nad Sázavou se vyučil elektromechanikem (1959–1963), ačkoliv maturitu nesložil. Na popud třebíčského učitele češtiny a ochotníka Josefa Gerži se přihlásil na brněnskou Janáčkovu akademii múzických umění, kam byl díky svému hereckému talentu přijat a vystudoval obor herectví (1963–1967) u Loly Skrbové a režiséra Evžena Sokolovského.
Divadlu zasvětil celý život. Patřil mezi zakládající členy brněnského Divadla na provázku. V tomto divadle působil v letech 1967 až 2017.
Pecha byl představitelem zejména komických charakterů a často ztvárňoval i ženské postavy. Jeho proslulou divadelní rolí byla Babička, za kterou v roce 1997 obdržel speciální Cenu Alfréda Radoka za „mužský herecký výkon v ženské roli“. Představil se však také např. v tragické roli Krále Leara.
Ve filmu ztvárňoval menší postavy. Známou rolí byl loupežník Lotrando z filmu Lotrando a Zubejda (1997). Objevil se i ve filmech Balada pro banditu (1978) nebo Pupendo (2003) a dalších.
Byl dvakrát ženatý. Dcera z prvního, rozvedeného manželství se odstěhovala do Austrálie, s druhou ženou Janou měl Pecha dvě dcery.
Jako čestný rodák Třebíče obdržel v roce 2017 Cenu města Třebíče.
Dlouhodobě se potýkal se zdravotními obtížemi, bojoval se žaludečními vředy, s rakovinou prostaty i závislostí na alkoholu. Těžké nemoci podlehl 28. února 2019 ve věku 74 let. Příčina úmrtí nebyla mluvčí divadla Husa na provázku zveřejněna. Dne 5. března 2019 proběhlo poslední rozloučení v obřadní síni brněnského krematoria na Ústředním hřbitově.

## Divadlo

### JAMU
Na vysoké škole získal od spolužáků známou přezdívku „Peca“, odvozenou od slova pecivál a odkazující k jeho lenosti. Společně se studenty z herectví (Hana Tesařová, František Hromada, atd.) a činoherní režie (Eva Tálská, Zdeněk Pospíšil, Peter Scherhaufer), mladými spisovateli (Miloš Pospíšil, Josef Souchop, atd.), hudebníky (Miloš Štědroň, Bohuš Zoubek, Vladimír Kramář, atd.), výtvarníky (Boris Mysliveček, Libor David) vytvořili v Brně v roce 1967 z iniciativy dramaturga Bořivoje Srby, tehdy ještě amatérské divadlo Husa na provázku, kde od té doby působil.

### První angažmá
Po ukončení studia na JAMU nastoupil do Satirického divadla Večerní Brno, kde působil po dobu dvou sezon (1967/68 a 1969/70). V tomto období absolvoval i povinnou vojenskou službu. Z divadla odešel v roce 1970 po propuštění režiséra Petra Scherhaufera. Díky režiséru Zdeňku Pospíšilovi získal angažmá ve Slováckém divadle v Uherském Hradišti, kde vydržel pouze jednu sezonu (1970/71). Poté se vrátil zpět do Brna, kde mezi roky 1971–72 pracoval jako stavěč kulis v Loutkovém divadle Radost.

### Divadlo na provázku
V roce 1972 se Divadlo na provázku zprofesionalizovalo a Jiří Pecha zde dostal stálé angažmá. Tomuto divadlu a Brnu zůstal věrný celý život. Byl součástí více než sto inscenací Divadla na provázku.
Jako herec Divadla na provázku musel být Jiří Pecha pohybově zdatný. Učil se žonglovat, jezdit na jednokolce apod., k čemuž mu dopomohlo jeho sportovní nadání. Před vysokou školou aktivně hrával házenou, fotbal, volejbal, závodně běhal, trénoval judo a šerm. V republikovém přeboru v přespolním běhu mezi mladšími dorostenci skončil dokonce na druhém místě. Jeho sportovní kariéra však byla záhy ukončena, když se jednou při tréninku psa zranil a způsobil si otevřenou zlomeninu nohy.

### Herectví
Vynikal dobrými improvizačními schopnostmi, v situacích dokázal pohotově reagovat, což podporovalo autentičnost jeho projevu. Herectví v Divadle na provázku bylo inspirované brechtovskými postupy, snažili se o hravou antiiluzivnost a antipsychologičnost.
Pechovo herectví se vyznačovalo živelností a jeho postavy sršely lidskostí. V komických rolích využíval klaunství, z postav dokázal vytvořit groteskně karikaturní kreace. Typickým rysem bylo také užívaní nářečí, většinou brněnského hantecu. Jeho projev byl zemitý, na jevišti byl tvárný a pravdivý.
Pecha byl často obsazován do rolí žen. Slavná je Pechova postava Ženy z Brechtovy Svatby (1978, režie Peter Scherhaufer), nejznámější rolí je nepochybně Babička, ze stejnojmenné inscenace, za kterou získal v roce 1997 Cenu Alfréda Radoka za „mužský herecký výkon v ženské roli“. Tato inscenace se o 17 let později dočkala obnovené premiéry, pod názvem Babička – fetišistická revue (režie Ivo Krobot). Jako žena (Babička Evženie) se Pecha na jeviště vrátil ve své poslední inscenaci v Divadle Husa na provázku, Tango macabre z roku 2016.
Pechovým častým hereckým partnerem byl Boleslav Polívka. Říkali si „pobratimové“ a vytvořili řadu výrazných inscenací, na kterých se Polívka i režijně podílel. Ku přikladu: Pezza versus Čorba (1975), Poslední leč (1981), Terapie (1985), Seanse (1987), Don Quijote a ti druzí (1990), (všechny v Polívkově režii), nebo Čekání na Godota (2003) v režii Zdeňka Černína, atd. Boleslav Polívka také napsal pro Jiřího Pechu monodrama Nejsem svůj pes (1996), které zrežíroval Arnošt Goldflam v Divadle Bolka Polívky. S inscenací úspěšně hostoval na zájezdech.
Výjimečný komediální talent Pechu předurčoval k žánru komedie, byl ovšem schopen ztvárnit i tak velkou tragickou roli, jakou byl Král Lear, do které ho obsadila v roce 1996 Eva Tálská. Roli Krále Leara ztvárnil za svůj život celkem třikrát. Nejprve v inscenaci Petra Scherhaufera Shakespearomanie III.- Člověk (1992), a po inscenaci Evy Tálské ho do Shakespearovy tragédie obsadil ještě Vladimír Morávek v inscenaci z Klicperova divadla (1998).
Během své herecké kariéry účinkoval ve více než sto třiceti inscenacích.
Výkony Jiřího Pechy jsou zachycené v množství záznamů České televize, např.: Pezza versus. Čorba, Commedia dell´arte, Svatba, Nejsem svůj pes, Koncert V…, Chmelnice v Divadle na provázku, Maryša, Katynka z Heilbronnu neboli Zkouška ohněm, Labyrint světa a lusthaus srdce.

## Film
Ve filmech byl obsazován převážně do menších rolí. Jeho první větší hereckou příležitostí byla postava velitele četníků z filmové verze divadelního muzikálu Balada pro banditu (1978) z Divadla na provázku.
Před kamerou se duo Pecha-Polívka objevilo ve filmu Poslední leč z roku 1981.
Výraznou rolí byla postava starého loupežníka Lotranda ve filmu Karla Smyczka Lotrando a Zubejda (1996). Mimo to si zahrál také ve filmech Kalamita (1980) a Dědictví aneb Kurvahošigutntag (1992) Věry Chytilové, Musíme si pomáhat (2000) a Pupendo (2003) Jana Hřebejka, nebo v obou částech Anděla Páně (2005, 2016) Jiřího Stracha. Svatý Mikuláš byla poslední Pechovou filmovou rolí.

## Televize
Jako pravidelný host účinkoval v komických scénkách v Manéži Bolka Polívky.
V seriále Bylo nás pět (1994) zaujal postavou starého Zilvara z chudobince, objevil se i v seriálech Četnické humoresky (1997), Černí baroni (2004), Dobrá čtvrť (2005), Okno do hřbitova (2011), Špačkovi v síti času (2013) a jiných.
Svůj hlas propůjčil animovanému večerníčku Krysáci (2008, režie Cyril Podolský).

## Rozhlasové role
V rozhlase vystupoval zejména v pohádkách pro děti (Zvonová panna, Čáry báby Cotkytle aneb Tři zlaté zuby děda Vševěda, O ševci Ondrovi a komtesce Julince, Český Honza, O bojácném Floriánkovi), i v několika vzpomínkových dokumentech (Rozrazil 1/88 (o demokracii), Franta & Rudiy, Páteční večer s režisérem Petrem Scherhauferem, Zadáno pro… Jiřího Pechu).
Z množství audiozáznamů inscenací z Divadla na provázku, je nejznámějším Velký vandr, kde se představil v titulní roli Jana Eskymo Welzla.
Účinkoval i v rozhlasové hře Anneli, finského autora Heikki Peltonena, ztvárnil také postavu Heroda ve Tříkrálové hře z Rosic. Objevil se i ve hře Lusovci, která byla součásti cyklu Příběhy z dějin českého básnického překladu, účinkoval také ve hrách Žena je žena a muž je muž, Jakub a jeho pán, Černošský Pámbu a páni Izraelité, Červený květ, Matka nebo První kozel, který vozí poezii.

## Ocenění
- 1997: Ceny Alfréda Radoka, Mužský herecký výkon v ženské roli, inscenace Babička, Divadlo Husa na provázku[24]
- 2013: Cena města Brna
- 2017: Cena města Třebíče[8]

## Významné divadelní role
- 1972 Zdeněk Pospíšil/Pavel Nauman (adaptace pohádek Pavla Naumana): Pohádky o mašinkách, Nejvyšší pan železničář, Divadlo na provázku, režie Zdeněk Pospíšil
- 1972 István Örkény: Tótovci, Major. Divadlo na provázku, režie Peter Scherhaufer
- 1974 Miloš Pospíšil/Peter Scherhaufer: Commedia dell'arte, Pantalone, Divadlo na provázku, režie Peter Scherhaufer
- 1975 Miloš Štědroň/Milan Uhde: Balada pro banditu, Velitel četníků, Divadlo na provázku, režie Zdeněk Pospíšil
- 1976 Miloš Štědroň/Milan Uhde/bratŕi Mrštíkové (adaptace Pohádky máje bratří Mrštíků): Na Pohádku máje, Starý revírník z myslivny „Pod Komorou“, Divadlo na provázku, režie Zdeněk Pospíšil
- 1985 Ivo Krobot/Petr Oslzlý/Bohumil Hrabal (adaptace románu Obsluhoval jsem anglického krále Bohumila Hrabala): Rozvzpomínání, Jan Dítě III. a další, Divadlo na provázku, režie Ivo Krobot
- 1988 Boleslav Polívka: monodrama Nejsem svůj pes, Titulní role, Divadlo na provázku, režie Arnošt Goldflam
- 1995 Vilém a Alois Mrštíkové: Maryša, Vávra, mlynář, Divadlo Husa na provázku, režie Vladimír Morávek
- 1996 William Shakespeare: Král Lear, Král Lear, Divadlo Husa na provázku, režie Eva Tálská
- 2003 Samuel Beckett: Čekání na Godota, Estragon, Městské divadlo Brno, režie Zdeněk Černín

## Výběr z filmových rolí

### 1970–1979
- 1978 Balada pro banditu, Velitel četníků, režie Vladimír Sís

### 1980–1989
- 1981 Poslední leč, Revírník, režie Vladimír Sís
- 1987 Šašek a královna, Hajný, režie Věra Chytilová
- 1988 Štěk, Beňo, režie Miloslav Luther

### 1990–1999
- 1992 Dědictví aneb Kurvahošigutntág, Anděl/doktor Strážný, režie Věra Chytilová
- 1996 Zapomenuté světlo, Karel Klíma, režie Vladimír Michálek
- 1997 Lotrando a Zubejda, starý Lotrando, režie Karel Smyczek
- 1998 Čekárna, Výpravčí, režie Radka Poncová
- 1998 Všichni moji blízcí, Amavite Puel, režie Matej Mináč

### 2000–2009
- 2000 Musíme si pomáhat, soused František Šimáček, režie Jan Hřebejk
- 2000 Krajinka, Cyril Polka, režie Martin Šulík
- 2001 Boží soud, Pán Bůh, režie Jana Ašenbrennerová
- 2003 Nuda v Brně, Jiří Pecha, režie Vladimír Morávek
- 2003 Pupendo, Alois Fabera, režie Jan Hřebejk
- 2004 Pískovna, Lojza Baruch, režie Vladimír Michálek
- 2005 Anděl Páně, Svatý Mikuláš, režie Jiří Strach
- 2008 Svatba na bitevním poli, Mrchožrout, režie Dušan Klein
- 2009 Peklo s princeznou, Vodník, režie Miloslav Šmídmajer

### 2010–2019
- 2013 Kovář z podlesí, farář, režie Pavel Göbl
- 2013, 2014, 2015 Babovřesky, Babovřesky 2, Babovřesky 3, dědek Venda, režie Zdeněk Troška
- 2016 Anděl Páně 2, Svatý Mikuláš, režie Jiří Strach

### Seriálové role
- 1994 Bylo nás pět, Zilvar, režie Karel Smyczek
- 1997 Četnické humoresky, Celestýn, režie Antonín Moskalyk
- 2004 Černí baroni, udavač, režie Juraj Herz
- 2005 Dobrá čtvrť, Heřman Opelík, Honzův dědeček, režie Karel Smyczek
- 2008–9 Krysáci, Hodan, režie Milan Šebesta a Cyril Podolský
- 2011 Okno do hřbitova, poručík Válka, režie Vladimír Michálek
- 2013 Špačkovi v síti času, bezdomovec Kocourek, režie Karel Smyczek a Martin Dolenský
- 2016 Doktor Martin, Sekyrka, režie Petr Zahrádka
- 2017 Labyrint, dědek Malina, režie Jiří Strach